# Coupe d'Allemagne de football 1988-1989
Navigation
Édition précédente Édition suivante
La coupe d'Allemagne de football 1988-1989 est la quarante sixième édition de l'histoire de la compétition. La finale a lieu à l'Olympiastadion de Berlin.
Le Borussia Dortmund remporte le trophée pour la deuxième fois de son histoire. Il bat en finale le Werder Brême sur le score de 4 buts à 1.

## Premier tour
Les résultats du premier tour
| Date           | Domicile              | Extérieur                  | Score         |
| -------------- | --------------------- | -------------------------- | ------------- |
| 03 - 08 - 1988 | SSV Ulm 1846          | 1. FC Nuremberg            | 1 - 4         |
| 05 - 08 - 1988 | 1. FC Kaiserslautern  | FC St. Pauli               | 2 - 1         |
| 05 - 08 - 1988 | Borussia Dortmund     | Eintracht Brunswick        | 6 - 0         |
| 05 - 08 - 1988 | 1. FC Cologne         | SV Darmstadt 98            | 6 - 1         |
| 05 - 08 - 1988 | SG Wattenscheid 09    | VfL Osnabrück              | 1 - 1 (a. p.) |
| 05 - 08 - 1988 | TSV Verden            | Rot-Weiss Essen            | 1 - 2         |
| 06 - 08 - 1988 | Werder Brême          | Hanovre 96                 | 4 - 1         |
| 06 - 08 - 1988 | Karlsruher SC         | Stuttgarter Kickers        | 2 - 1         |
| 06 - 08 - 1988 | Bayern Munich         | Blau-Weiß 90 Berlin        | 11 - 2        |
| 06 - 08 - 1988 | FC Schalke 04         | Borussia Mönchengladbach   | 1 - 1 (a. p.) |
| 06 - 08 - 1988 | VfL Wolfsburg         | Eintracht Francfort        | 1 - 1 (a. p.) |
| 06 - 08 - 1988 | SGK Heidelberg        | SV Waldhof Mannheim        | 1 - 3         |
| 06 - 08 - 1988 | Arminia Bielefeld     | VfL Bochum                 | 0 - 0 (a. p.) |
| 06 - 08 - 1988 | SV Ottfingen          | VfB Stuttgart              | 0 - 5         |
| 06 - 08 - 1988 | BSC Erlangen          | Bayer Leverkusen           | 0 - 5         |
| 06 - 08 - 1988 | Fortuna Cologne       | Fortuna Düsseldorf         | 1 - 0         |
| 06 - 08 - 1988 | FC Augsburg           | Alemannia Aix-la-Chapelle  | 1 - 4         |
| 06 - 08 - 1988 | SG GFC Düren 99       | Kickers Offenbach          | 1 - 3         |
| 06 - 08 - 1988 | VfL Kirchheim/Teck    | SV Wehen                   | 1 - 2         |
| 06 - 08 - 1988 | TuS Hoisdorf          | Rot-Weiß Oberhausen        | 3 - 0         |
| 06 - 08 - 1988 | SSV Reutlingen        | Hamborn 07                 | 2 - 1         |
| 06 - 08 - 1988 | Türkiyemspor Berlin   | FC Emmendingen             | 0 - 2         |
| 06 - 08 - 1988 | Germania Dörnigheim   | SpVgg Oberfranken Bayreuth | 0 - 5         |
| 07 - 08 - 1988 | SV Meppen             | FC Bayer 05 Uerdingen      | 1 - 2         |
| 07 - 08 - 1988 | MSV Duisburg          | Hambourg SV                | 3 - 5 (a. p.) |
| 07 - 08 - 1988 | TBV Lemgo             | FC 08 Homburg              | 0 - 4         |
| 07 - 08 - 1988 | FSV Salmrohr          | SC Fribourg                | 2 - 0         |
| 07 - 08 - 1988 | STV Horst-Emscher     | Union Solingen             | 0 - 0 (a. p.) |
| 07 - 08 - 1988 | VfR Wormatia 08 Worms | 1. FC Saarbrücken          | 1 - 3         |
| 07 - 08 - 1988 | Meiendorfer SV        | OT Bremen                  | 0 - 1         |
| 07 - 08 - 1988 | BV 08 Lüttringhausen  | SpVgg Landshut             | 2 - 3         |
| 07 - 08 - 1988 | FC Bitburg            | Saar 05 Saarbrücken        | 1 - 3         |

Matchs rejoués.
| Date           | Domicile                 | Extérieur          | Score         |
| -------------- | ------------------------ | ------------------ | ------------- |
| 16 - 08 - 1988 | VfL Osnabrück            | SG Wattenscheid 09 | 2 - 1         |
| 17 - 08 - 1988 | Borussia Mönchengladbach | FC Schalke 04      | 1 - 2         |
| 17 - 08 - 1988 | Union Solingen           | STV Horst-Emscher  | 5 - 1         |
| 07 - 09 - 1988 | VfL Bochum               | Arminia Bielefeld  | 4 - 1 (a. p.) |
| 24 - 09 - 1988 | Eintracht Francfort      | VfL Wolfsbourg     | 6 - 1         |

## Deuxième tour
Les résultats du deuxième tour
| Date           | Domicile              | Extérieur                  | score         |
| -------------- | --------------------- | -------------------------- | ------------- |
| 24 - 09 - 1988 | TuS Hoisdorf          | Bayern Munich              | 0 - 4         |
| 24 - 09 - 1988 | Union Solingen        | Fortuna Cologne            | 2 - 2 (a. p.) |
| 24 - 09 - 1988 | SSV Reutlingen        | Rot-Weiss Essen            | 1 - 1 (a. p.) |
| 24 - 09 - 1988 | SpVgg Landshut        | Alemannia Aix la Chapelle  | 1 - 2         |
| 24 - 09 - 1988 | FC Emmendingen        | SV Wehen                   | 1 - 3         |
| 25 - 09 - 1988 | VfL Osnabrück         | Hambourg SV                | 0 - 1         |
| 25 - 09 - 1988 | FSV Salmrohr          | 1. FC Saarbrücken          | 0 - 1 (a. p.) |
| 05 - 10 - 1988 | Werder Brême          | SpVgg Oberfranken Bayreuth | 6 - 1         |
| 12 - 10 - 1988 | FC Bayer 05 Uerdingen | Eintracht Francfort        | 5 - 4 (a. p.) |
| 12 - 10 - 1988 | Rot-Weiss Essen       | SSV Reutlingen             | 3 - 1         |
| 13 - 10 - 1988 | OT Bremen             | Bayer Leverkusen           | 0 - 6         |
| 30 - 10 - 1988 | 1.FC Cologne          | SV Waldhof Mannheim        | 1 - 2         |
| 01 - 11 - 1988 | 1. FC Nuremberg       | Karlsruher SC              | 1 - 1 (a. p.) |
| 01 - 11 - 1988 | Borussia Dortmund     | FC 08 Homburg              | 2 - 1         |
| 01 - 11 - 1988 | Saar 05 Saarbrücken   | FC Schalke 04              | 3 - 3 (a. p.) |
| 01 - 11 - 1988 | 1. FC Kaiserslautern  | Kickers Offenbach          | 5 - 0         |

Matchs rejoués
| Date           | Domicile        | Extérieur           | Score |
| -------------- | --------------- | ------------------- | ----- |
| 13 - 10 - 1988 | Fortuna Cologne | Union Solingen      | 5 - 2 |
| 29 - 11 - 1988 | Karlsruher SC   | 1.FC Nuremberg      | 1 - 0 |
| 29 - 11 - 1988 | FC Schalke 04   | Saar 05 Saarbrücken | 7 - 1 |

## Huitièmes de finale
Les résultats des huitièmes de finale.
| Date           | Domicile                  | Extérieur             | Score      |
| -------------- | ------------------------- | --------------------- | ---------- |
| 16 - 11 - 1988 | Hambourg SV               | Rot-Weiss Essen       | 3 - 1      |
| 10 - 12 - 1988 | FC Schalke 04             | Borussia Dortmund     | 2 - 3      |
| 10 - 12 - 1988 | Bayer 04 Leverkusen       | SV Waldhof Mannheim   | 5 - 2      |
| 10 - 12 - 1988 | SV Wehen                  | 1. FC Kaiserslautern  | 2 - 3      |
| 10 - 12 - 1988 | Bayern Munich             | Karlsruher SC         | 3 - 4      |
| 10 - 12 - 1988 | Alemannia Aix-la-Chapelle | FC Bayer 05 Uerdingen | 1 - 4      |
| 10 - 12 - 1988 | Werder Brême              | Fortuna Cologne       | 3 - 1 a.p. |
| 10 - 12 - 1988 | VfB Stuttgart             | 1. FC Saarbrücken     | 2 - 0 a.p. |

## Quarts de finale
Les résultats des quarts de finale.
| Date           | Domicile          | Extérieur            | Score |
| -------------- | ----------------- | -------------------- | ----- |
| 28 - 03 - 1989 | Bayer Leverkusen  | KFC Uerdingen 05     | 2 - 0 |
| 28 - 03 - 1989 | VfB Stuttgart     | 1. FC Kaiserslautern | 4 - 0 |
| 29 - 03 - 1989 | Borussia Dortmund | Karlsruher SC        | 1 - 0 |
| 29 - 03 - 1989 | Hambourg SV       | Werder Brême         | 0 - 1 |

## Demi-finales
Les résultats des demi-finales.
| Date           | Domicile          | Extérieur     | Score |
| -------------- | ----------------- | ------------- | ----- |
| 09 - 05 - 1989 | Borussia Dortmund | VfB Stuttgart | 2 - 0 |
| 10 - 05 - 1989 | Bayer Leverkusen  | Werder Brême  | 1 - 2 |

## Finale
| Entraîneur : |
| Horst Köppel |

| Entraîneur :  |
| Otto Rehhagel |

| Entraîneur : |
| Horst Köppel |

| Entraîneur :  |
| Otto Rehhagel |